# Hero (zanger)

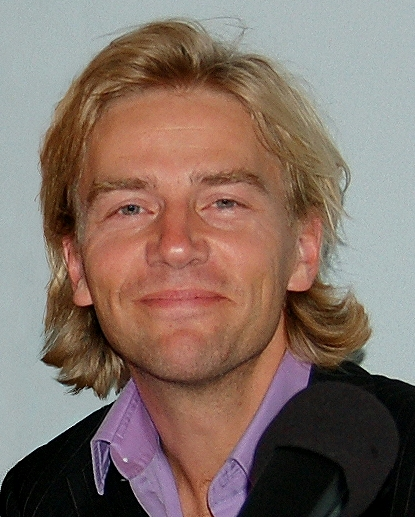
Antonie Kamerling

Hero van Loen (in de televisieserie Van Dijk) is een personage in de film All Stars (1997) en de gelijknamige televisieserie (1999-2001), gespeeld door acteur Antonie Kamerling. Kamerling bracht onder de artiestennaam "Hero" vier singles uit, waaronder de titelsong van de film All Stars, de nummer één-hit ballade Toen ik je zag (geschreven door Guus Meeuwis).
Kamerling pleegde op 6 oktober 2010 zelfmoord. Hij zou in de film All Stars 2 uit 2011 opnieuw de rol van Hero spelen. Ook waren er plannen om een nieuw nummer op te nemen in samenwerking met Guus Meeuwis. Kamerling zou ditmaal echter zelf de tekst schrijven.

## In de film
De bioscoopfilm is een groot succes in binnen- en buitenland. In All Stars is Hero net klaar met zijn studie (Filosofie) en woont hij in een studentenhuis in Amsterdam samen met vriend Paul (Raymi Sambo). Sinds zijn zevende voetbalt hij elke zondag bij de club Swiftboys (DRC in Durgerdam). In het team zitten o.a. Bram (Danny de Munk) en Mark (Peter Paul Muller) waarmee hij op dezelfde school heeft gezeten.
Als Hero bij zijn vader langs gaat, die hij twee jaar lang niet heeft gesproken, om werk te vragen voor zijn teamgenoot Johnny (Daniël Boissevain) komt hij het personage Claire, gespeeld door Daphne Deckers, tegen waar hij verliefd op wordt. Hij besluit bij zijn vader te gaan werken om bij haar in de buurt te kunnen zijn. Hij vertelt aan haar dat hij graag muziek maakt en gitaar speelt, wat haar interesse wekt. Ze vraagt aan hem waarom hij niet optreedt voor publiek.
Ondertussen weet hij echter niet hoe hij zijn gevoelens duidelijk moet maken voor haar en hij besluit voor haar te gaan optreden in een groot restaurant. Hij zingt onder andere de ballade Toen ik je zag (ook de titelsong van de film), die hij voor haar heeft geschreven (in werkelijkheid geschreven door Guus Meeuwis).
Terwijl hij zijn eerste nummer zingt in de film verlaat Claire de zaal. De volgende dag belt zij hem op om af te spreken omdat zij met hem wil praten. Dan komt de band met zijn vader ter spraken. Hij vertelt dat hij steeds de goedkeuring van hem wil. Dan vertelt Claire dat zijn vader niet meer de directeur is van het bedrijf en dat het verkocht is aan een bedrijf in België. Vervolgens zegt Claire dat ze in Nederland blijft voor een speciaal iemand, die ze heel bijzonder vindt. Hero denkt dat ze nu aan hem de liefde gaat verklaren. Dan blijkt dat ze een relatie heeft met zijn vader en zijn stiefmoeder wordt. Tijdens de 500ste wedstrijd van zijn voetbalteam zoent hij haar echter wel, terwijl zijn vader ernaast zit. Ze blijft in een verwarde toestand achter.

## Over zijn muziek
In werkelijkheid werd onder de naam Hero echt de single "Toen ik je zag" door Antonie Kamerling uitgebracht, die in Nederland in het voorjaar van 1997 vijf weken op nummer 1 in de Nederlandse Top 40 op destijds Radio 538 heeft gestaan en zes weken op nummer 1 in de publieke hitlijst; toentertijd de Mega Top 100 op Radio 3FM.
Het succes van Toen ik je zag heeft Hero niet meer kunnen evenaren. De tweede single "Altijd durven denken" bleef in de Tipparade steken. De twee singles daarna haalden dat niet eens. De cd Jam van Hero & The Hero's verkocht ook niet goed. Kamerling nam in 2004 wel nog een Engelstalige cd op onder zijn eigen naam, getiteld Feel, maar deze flopte wederom, net als de gelijknamige single.

### Nummers album Jam! (1998)
1. Mis Je Zo (3:26)
2. Verdwenen In De Mist (3:08)
3. Je Wil Mij (3:52)
4. Toen Ik Je Zag (3:25)
5. Beminnen! (3:05)
6. Ga Niet Weg (3:36)
7. Vanavond (4:12)
8. Altijd Durven Denken (4:43)
9. Eventjes Alleen (4:46)
10. De Mooiste (dat Ben Jij) (3:56)
11. 't Wordt Al Licht (11:11)

## In de televisieserie
Van 1999 tot 2001 speelde Antonie Kamerling de rol van Hero in 13 afleveringen van de televisieserie All Stars. Hierna is Hero niet meer in beeld geweest. Hieronder staan de afleveringen waarin hij zien was in de serie.
Seizoen 1 (1999)
- "Uit de kruising geplukt"
- "Hart van Steen"
- "Alle Menschen werden Brüder"
- "Make Love Not War"
- "PVCDW uit, altijd lastig"
- "De Konijnenfluisteraar"
- "Ben nie blind"
- "Van jonge heren..."

Seizoen 2 (2000-2001)
- "Over mijn lijk"
- "Bullie"
- "Engel op de lat"
- "De geur van kampioenen"

Seizoen 3 (najaar 2001)
- "Goddelijke gemeenschap"

## Discografie

### Albums
| Album met eventuele hitnotering(en) in de Nederlandse Album Top 100 | Datum van verschijnen | Datum van binnenkomst | Hoogste positie | Aantal weken | Opmerkingen   |
| ------------------------------------------------------------------- | --------------------- | --------------------- | --------------- | ------------ | ------------- |
| Jam                                                                 | 1998                  | -                     |                 |              | met de Hero's |

### Singles
| Single met eventuele hitnotering(en) in de Nederlandse Top 40 | Datum van verschijnen | Datum van binnenkomst | Hoogste positie | Aantal weken | Opmerkingen                                  |
| ------------------------------------------------------------- | --------------------- | --------------------- | --------------- | ------------ | -------------------------------------------- |
| Toen ik je zag                                                | 1997                  | 03-05-1997            | 1(5wk)          | 17           | #1 in de Single Top 100                      |
| Altijd durven denken                                          | 1997                  | 29-11-1997            | tip3            | -            | met de Hero's / #56 in de Single Top 100     |
| Mis je zo                                                     | 1998                  | -                     |                 |              | met de Hero's                                |
| Verdwenen in de mist                                          | 1998                  | -                     |                 |              | met de Hero's                                |
| Toen ik je zag                                                | 1997                  | 16-10-2010            | 16              | 3            | Re-entry / Postuum / #1 in de Single Top 100 |

### NPO Radio 2 Top 2000
| Nummer met noteringen in de NPO Radio 2 Top 2000 | '13  | '14 | '15 | '16 | '17 | '18 | '19 | '20 | '21 | '22 | '23 | '24 |
| ------------------------------------------------ | ---- | --- | --- | --- | --- | --- | --- | --- | --- | --- | --- | --- |
| Toen ik je zag                                   | 1091 | 752 | 653 | 735 | 707 | 562 | 576 | 425 | 471 | 515 | 534 | 470 |

1. ↑  Een vetgedrukt getal geeft de hoogste notering aan.
2. ↑  2013 was het eerste jaar met een notering voor dit nummer.

## Trivia
- In de uitzending van 14 december 2000 van Barend en Van Dorp zei Kamerling over de rol: Het is een rol die heel dicht bij mezelf ligt. In mijn studietijd was ik alleen maar stoned en vaag filosofisch dus die rol is gewoon een deel van mezelf. Dus dat is heel leuk om te doen. Het is ook heel makkelijk.
- Hero is ook te zien in de speciale VARA-uitzending "All Stars versus VARA Stars" van 3 november 2000.